# Sư tử tháng 3
Sangatsu no Lion (Nhật: 3月のライオン Hepburn: Sangatsu no Raion), là một bộ manga dài kỳ của tác giả Umino Chica. Manga bắt đầu được đăng trên tạp chí seinen Young Animal từ số 14 của năm 2007 (xuất bản ngày 13 tháng 7 năm 2007). Đến tháng 8 năm 2023, mười bảy tập tankobon đã được phát hành. Bộ anime chuyển thể được sản xuất bởi Shaft bắt đầu lên sóng từ ngày 8 tháng 10 năm 2016 trên kênh NHK, với mùa thứ hai sẽ được phát sóng vào tháng 10 năm 2017. Hai phần phim chuyển thể được phát hành lần lượt vào tháng 3 và tháng 4 năm 2017. Tại Việt Nam, manga được Nhà xuất bản Kim Đồng mua bản quyền và phát hành dưới tên Sư tử tháng 3.

## Cốt truyện
Rei là một kỳ thủ Shogi chuyên nghiệp 17 tuổi sống cô độc. Cậu mất gia đình trong một tai nạn thuở nhỏ. Cậu thân thiết với gia đình Kawamoto Akari - một phụ nữ trẻ xinh đẹp - và hai em gái của cô - Hinata và Momo - những người rất yêu mèo. Cốt truyện xoay quanh việc Rei đối đầu với các kỳ thủ chuyên nghiệp khác, đồng thời đi sâu vào các mối quan hệ của cậu với mọi người, đặc biệt là gia đình Kawamoto.

## Nhân vật

### Nhân vật chính
Kiriyama Rei (桐山 零)
Lồng tiếng bởi: Kawanishi Kengo
Đóng bởi: Kamiki Ryunosuke
Nhân vật chính của truyện. 17 tuổi. Một kỳ thủ chuyên nghiệp 5-dan ở đầu truyện, và sau này đã lên được 6-dan. Rei trở thành kỳ thủ chuyên nghiệp khi đang học cấp 2 và là kỳ thủ hứa hẹn nhất trong lứa của cậu. Sau khi cha mẹ và em gái mất trong một tai nạn giao thông, cậu được nhận nuôi bởi Koda, một người bạn của cha cậu và trở thành đệ tử shogi của ông. Sau khi lên được hạng chuyên nghiệp và tốt nghiệp cấp 2, cậu quyết định chuyển ra ở riêng và thôi học. Nhưng sau đó, cảm thấy mình "cần" đến trường, Rei đã tiếp tục theo học cấp 3 sau một năm trì hoãn. Cậu sống ở khu Rokugatsu-chō (phố tháng 6). Cậu tình cờ gặp chị Kawamoto và sau đó kết thân với gia đình Kawamoto. Rei xem nhà Kawamoto như gia đình của mình và cả ba chị em cũng xem cậu như người nhà.
Kawamoto Akari (川本 あかり)
Lồng tiếng bởi: Kayano Ai
Đóng bởi: Kurashina Kana
Một cư dân của khu Sangatsu-chō (phố tháng 3), cô là chị cả trong số 3 chị em. Cha cô, là một con người lăng nhăng và tàn nhẫn, đã bỏ rơi mẹ cô mà đi theo phụ nữ khác. Mẹ cô đau khổ mà lìa xa cõi đời và 1 năm sau cả bà ngoại cũng đi theo mẹ. Sau cái chết của mẹ và bà ngoại, cô đóng vai "mẹ hiền" để chăm sóc 2 đứa em mình dù cô tuổi còn xuân. Vào buổi sáng, cô giúp ông ngoại điều hành một cửa hàng wagashi, Mikazuki-dō, vài buổi tối một tuần, cô làm tiếp viên cho một quán bar ở Ginza, Misaki, nơi dì cô làm chủ. Tất cả các kỳ thủ shogi đều thầm yêu cô. Cô thường gọi Rei là "Rei-kun" vì cô coi cậu như em trai ruột "cần chăm sóc béo tốt" của mình. Akari không biết nhiều về quá khứ của Rei cũng như quan hệ của cậu với gia đình đã nhận nuôi mình. Khi cô và những người khác biết được điều đó, cô đã quyết định bảo vệ cậu khỏi Kyoko và Goto, điều đó khiến Kyoko rất ghét cô. Akari là một người chị dịu dàng và luôn quan tâm đến người khác, là trụ cột của gia đình.
Kawamoto Hinata (川本 ひなた)
Lồng tiếng bởi: Hanazawa Kana
Đóng bởi: Kiyohara Kaya
Chị hai trong 3 chị em. Học sinh cấp 2. Cô thường ngủ muộn đến sát giờ học và thường tự làm bento. Cô gọi Rei là "Rei-chan". Giống như Akari, cô thích chăm sóc cho Rei, người mà sau này đã nảy sinh tình cảm với cô. Sau này cô tốt nghiệp cấp 2 vào học tại trường cấp 3 mà Rei đang theo học. Khi Hinata biết về quá khứ của Rei, cô đã quyết định sẽ tách Rei khỏi người chị nuôi của cậu và dần cảm thấy Rei như đã trở thành một thành viên của gia đình mình. Hinata vô cùng dễ thương, luôn quan tâm đến người khác, năng động và nét dễ thương của cô làm biết bao chàng trai trong trường bị "dính thính" (điều đó làm Rei cảm thấy ghen với đám con trai trong trường).
Kawamoto Momo (川本 モモ)
Lồng tiếng bởi: Kuno Misaki
Đóng bởi: Niitsu Chise
Người nhỏ nhất trong 3 chị em. Là học sinh mẫu giáo, bé thường ở trường mẫu giáo cả ngày. Ngây thơ và trong sáng, đôi lúc có hơi ích kỷ. Nhân vật ưa thích của bé là Bodoro (dựa theo nhân vật Totoro trong Hàng xóm của tôi là Totoro). Mẹ Momo đã qua đời sau khi sinh hạ em và ba em đã bỏ rơi mẹ em trước đó, Momo chưa từng biết đến hơi ấm ba mẹ nên Akari đã chăm sóc bé như một người mẹ dịu hiền. Bé gọi Rei là "Rei-chan" và coi anh như "anh trai của mình.

### Gia đình Koda
Koda Masachika (幸田 柾近)
Lồng tiếng bởi: Ōkawa Tōru
Đóng bởi: Toyokawa Etsushi
Thầy dạy shogi của Rei, một kỳ thủ chuyên nghiệp 8-dan. Ông vừa là bạn vừa là đối thủ trong shogi của cha Rei. Ông nhận nuôi và chăm sóc cho Rei như con ruột, đồng thời dạy cậu shogi. Chính vì vậy mà các con ông ganh ghét với Rei và muốn được ông công nhận. Koda luôn luôn lo lắng cho Rei (khi cậu ra sống riêng) và Kyoko khi cô quyết định đi theo Goto- học trò cũ của ông mà ông rất ghét. Sau này ông đã xin lỗi gia đình Kawamoto về thái độ của các con mình với Rei và cảm ơn họ vì đã chăm sóc cho cậu.
Koda Kyoko (幸田 香子)
Lồng tiếng bởi: Inoue Marina
Đóng bởi: Arimura Kasumi
Con gái của nhà Koda. Cô lớn hơn Rei 4 tuổi. Xinh đẹp và nóng tính, Kyoko giữ một mối hận với Rei từ thuở nhỏ khi cậu vượt qua chị em cô khi chơi shogi và thường tìm cách khiến cậu xao lãng trước mỗi trận đấu. Cô yêu Masamune Goto 9-dan, một người đàn ông trung niên đã kết hôn 20 năm. Cô sau đó chuyển sang căm ghét rồi sợ hãi gia đình Kawamoto (đặc biệt là Akari) khi họ quyết định bảo vệ cậu khỏi cô. Kì thực, Kyoko không mấy mạnh mẽ mà đôi khi còn yếu đuối trước tình cảnh hiện tại, cô đôi lúc xem Rei như điểm tựa của mình.
Koda Ayumu (幸田 歩)
Con trai của nhà Koda và là em trai của Kyoko. Cậu bằng tuổi Rei. Sau khi thua Rei về shogi, cậu từ bỏ và chỉ nhốt mình trong phòng chơi game.

### Các kỳ thủ shogi chuyên nghiệp
Nikaido Harunobu (二海堂 晴信)
Lồng tiếng bởi: Okamoto Nobuhiko
Đóng bởi: Sometani Shota
Tự nhận mình là "bạn thân nhất" và "đối thủ truyền kiếp" của Rei. Kỳ thủ 4-dan, cậu đã thi đấu với Rei từ khi cả hai còn nhỏ. Dù đến từ một gia đình hết sức giàu có, cậu lại mang bệnh mãn tính và  thể trạng ốm yếu nên cậu phải tuân thủ chế độ ăn uống lành mạnh và nghiêm ngặt. Cậu được xây dựng dựa trên hình ảnh của Murayama Satoshi, một kỳ thủ shogi đáng kính ngoài đời thật.
Shimada Kai (島田 開)
Lồng tiếng bởi: Miki Shinichiro 
Đóng bởi: Sasaki Kuranosuke
Kỳ thủ 8-dan khoảng gần 40 tuổi, bằng tuổi Toji Sōya. Ông là sư huynh shogi của Nikaido, người mà ông chăm sóc như một cậu em trai. Shimada không phải là một kỳ thủ nổi bật cũng như cách chơi không quá ấn tượng. Nhưng Shimada luôn mạnh hơn sau khi thất bại và rút kinh nghiệm khiến đối phương cảm thấy khó nhằn khi đấu với ông. Ông là một người trầm tính và thường dìu dắt các kỳ thủ shogi trẻ. Nhưng khi thi đấu, ông lại là một đối thủ cực kỳ khó chịu. Ông đã thành lập "nhóm nghiên cứu shogi của Shimada", mà ông đã mời Rei them gia. Sinh ra tại vùng nông thôn, hồi nhỏ ông phải làm thuê cho những người trong làng để có tiền theo nghiệp shogi. Ông đã chia tay bạn gái vì không muốn từ bỏ shogi để chăm lo cuộc sống gia đình. Với Shimada, Soya Toji là "kẻ thù truyền không thể thất bại" nên ông luôn muốn thắng Soya để chiếm lấy ngôi vị Danh Nhân để làm niềm vui cho quê hương mình.Sau này đã phải lòng Akari và cạnh tranh với Takeshi để giành được tình cảm của cô.
Goto Masamune (後藤 正宗)
Lồng tiếng bởi: Tochi Hiroki
Đóng bởi: Ito Hideaki
Kỳ thủ 9-dan khoảng hơn 40 tuổi. Cao lớn, khỏe mạnh và có một gương mặt đáng sợ. Vợ ông đã nằm viện trong một khoảng thời gian dài. Ông từng theo học shogi với Masachika Koda, và khiến Kyoko phải lòng mình, dù ông gọi cô là "kẻ theo đuôi". Rei xem ông là một kẻ xấu xa vì cậu nghĩ Goto đang chơi đùa với Kyoko và làm tan nát trái tim cô. Ông là một người thẳng thắn và nóng tính, hơi có phần kiêu ngạo, nhưng lại đứng lên bảo vệ Shimada sau khi nghe những kỳ thủ khác nói những lời không hay về ông ta. Goto sau này trở nên sợ hãi trước Someji sau khi ông này đứng lên bảo vệ Rei.
Soya Toji (宗谷 冬司)
Lồng tiếng bởi: Ishida Akira
Đóng bởi: Kase Ryo
Người đang giữ danh hiệu meijin. Ông luôn mong có một đối thủ như Rei. Cũng giống Rei, ông trở thành kỳ thủ chuyên nghiệp từ khi còn học cấp 2 và nhiều kỳ thủ đã nhận xét rằng lối chơi của họ rất giống nhau. Ông đã trở thành meijin trẻ nhất trong lịch sử khi mới 21 tuổi. Ông có vấn đề về thính giác chưa rõ nguyên nhân. Đối với các kỳ thủ shogi, ông như một vị thần bất bại.
Matsumoto Issa (松本 一砂)
Lồng tiếng bởi: Kimura Subaru
Đóng bởi: Onoue Hiroyuki
Kỳ thủ 5-dan 26 tuổi, cao 1m81. Một người nồng nhiệt và giàu tình cảm, đến từ vùng nông thôn và hết sức si mê Akari.
Misumi Tatsuyuki (三角 龍雪)
Lồng tiếng bởi: Sugita Tomokazu
Đóng bởi: Tomoya Nakamura
Kỳ thủ 6-dan 26 tuổi.  Thường được gọi là "Smith". Cao 1m80 và thường đi cùng Matsumoto.
Tsujii Takeshi (辻井 武史)
Lồng tiếng bởi: Nakamura Yuichi
Một kỳ thủ 9-dan, giữ hạng A suốt 8 năm, Tsujii Takeshi thích chơi chữ và thu hút sự chú ý của mọi người. Mọi người trong giới shogi thường gọi anh là kẻ phí phạm vẻ ngoài ưa nhìn vì khiếu hài hước tồi tệ của anh. Thường thì anh là người duy nhất tự cười trước những trò đùa của mình. Tsujii đã đối đầu với Rei ở tứ kết Giải Sư tử vương lần thứ 20.
Matsunaga Shōichi (松永 正一)
Lồng tiếng bởi: Oka Kazuo
Kỳ thủ 7-dan 65 tuổi. Một kỳ thủ gạo cội đã chơi shogi suốt hơn 40 năm. Ông đến từ Fukushima.
Yasui Manabu (安井学)
Lồng tiếng bởi: Iwata Mitsuo
Kỳ thủ 6-dan. Thường nổi nóng mỗi khi thua trận, dẫn đến ly dị vợ.
Fujimoto Raido (藤本 雷堂)
Lồng tiếng bởi: Otsuka Akio
Người giữ danh hiệu Long vương của shogi. Trước đây bị Soya lật đổ ngôi vị Danh nhân nên rất muốn phục thù. Ông có thói quen hay nói chuyện khi đấu cờ khiến đối phương rất khó tập trung vào ván đấu. Raido đã li thân với vợ và vô cùng thích dì Akari. Ông là người đã dạy Rei "thế nào là tình yêu thực thụ".

### Các nhân vật khác
Takahashi Yūsuke (高橋 勇介)
Lồng tiếng bởi: Hosoya Yoshimasa
Học sinh cấp 2 và là bạn thuở nhỏ cũng như học cùng lớp với Hinata, và là người trong mộng của cô. Cậu là thủ quân của đội bóng chày của trường và đang hướng tới việc lên chuyên nghiệp. Từ khi Rei trở thành kỳ thủ chuyên nghiệp dù vẫn chỉ học cấp 2, cậu đã hết sức ngưỡng mộ Rei. Để thỏa ước mơ được lên chuyên nghiệp, cậu đã chuyên tới học tại Shikoku để có cơ hội tham dự giải bóng chày thiếu niên Nhật Bản, khiến Hinata rất buồn.
Kawamoto Someji (川本 相米二)
Lồng tiếng bởi: Chiba Shigeru
Ông của ba chị em Kawamoto. Ông quản lý một tiệm wagashi truyền thống, mang tên Mikazuki-do. Mặc dù có vẻ nghiêm nghị, thực ra ông rất chiều chuộng những đứa cháu của mình, đặc biệt là Momo, và muốn sống đến lúc chứng kiến họ thành hôn. Ông cũng thường xem các trận đấu của Rei. Khi ông biết về quá khứ của Rei, ông đã quyết định sẽ bảo vệ cậu khỏi Kyoko và Goto, điều đó khiến Goto cảm thấy sợ ông.
Hanaoka (花岡)
Lồng tiếng bởi: Ueda Yōji
Quản gia của gia đình Nikaido, đã phục vụ họ suốt 45 năm. Một người đàn ông từng trải và tốt bụng, ông đã chăm sóc cho Harunobu từ khi cậu còn nhỏ và luôn lo lắng về sức khỏe của cậu.
Hayashida Takashi (林田 高志)
Lồng tiếng bởi: Sakurai Takahiro
Giáo viên ở trường cấp 3 mà Rei đang theo học. Ông là người rất hâm mộ shogi và thường đọc tạp chí shogi hàng tháng. Ông là người duy nhất trong trường nhận ra rằng Rei là một kỳ thủ chuyên nghiệp. Ông trở nên thân thiết với Rei và thường quan tâm tới sự hòa nhập của cậu, luôn nghĩ cách để giúp cậu gần gũi với bạn bè. Sau này ông cũng nảy sinh tình cảm với Akari và trở thành tình địch của các kỳ thủ shogi chuyên nghiệp.
Misaki (美咲)
Lồng tiếng bởi: Neya Michiko
Dì của ba chị em Kawamot. Cô quản lý một quán bar ở Ginza mang tên "Misaki".

## Truyền thông

### Manga
Bộ truyện được phát hành bởi Hakusensha trên tạp chí Young Animal từ năm 2007. Đến tháng 8 năm 2023, bộ truyện đã phát hành được 17 tập tankobon.
Tại Việt Nam, truyện được phát hành bởi nhà xuất bản Kim Đồng, bắt đầu từ tháng 6 năm 2017.

#### Danh sách các tập
| #  | Ngày phát hành            | ISBN              |
| -- | ------------------------- | ----------------- |
| 1  | ngày 22 tháng 2 năm 2008  | 978-4-59-214511-0 |
| 2  | ngày 28 tháng 11 năm 2008 | 978-4-59-214512-7 |
| 3  | ngày 12 tháng 8 năm 2009  | 978-4-59-214513-4 |
| 4  | ngày 9 tháng 4 năm 2010   | 978-4-59-214514-1 |
| 5  | ngày 26 tháng 11 năm 2010 | 978-4-59-214515-8 |
| 6  | ngày 22 tháng 7 năm 2011  | 978-4-59-214516-5 |
| 7  | ngày 23 tháng 3 năm 2012  | 978-4-59-214517-2 |
| 8  | ngày 14 tháng 12 năm 2012 | 978-4-59-214518-9 |
| 9  | ngày 27 tháng 9 năm 2013  | 978-4-59-214519-6 |
| 10 | ngày 28 tháng 11 năm 2014 | 978-4-59-214520-2 |
| 11 | ngày 25 tháng 9 năm 2015  | 978-4-59-214521-9 |
| 12 | ngày 29 tháng 9 năm 2016  | 978-4-59-214522-6 |
| 13 | ngày 29 tháng 9 năm 2017  | 978-4-592-14523-3 |
| 14 | ngày 21 tháng 12 năm 2018 | 978-4-592-16024-3 |
| 15 | ngày 26 tháng 12 năm 2019 | 978-4-592-16025-0 |
| 16 | ngày 29 tháng 9 năm 2021  | 978-4-592-16026-7 |
| 17 | ngày 29 tháng 8 năm 2023  | 978-4-592-16027-4 |
| 18 | ngày 29 tháng 9 năm 2025  | 978-4-592-16028-1 |

### Anime
Anime chuyển thể từ bộ truyện được công bố trên số 19 năm 2015 của tạp chí Young Animal vào ngày 25 tháng 9 năm 2015. 22 tập phim được sản xuất bởi Shaft và được đạo diễn bởi Shinbo Akiyuki, với thiết kế nhân vật của Sugiyama Nobuhiro và âm nhạc của Hashimoto Yukari. Bài hát mở đầu và kết thúc của anime được thể hiện bởi Bump of Chicken, lần lượt mang tên "Answer" và "Fighter". Yuki thể hiện bài hát mở đầu hứ hai của bộ phim, mang tên "Goodbye Bystander", trong khi Yonezu Kenshi sẽ thể hiện ca khúc kết thúc thứ hai với tên gọi "Orion".
Bộ phim bắt đầu được lên sóng từ ngày 8 tháng 10 năm 2016 trên NHK G và kết thúc vào ngày 18 tháng 3 năm 2017 với tổng cộng 22 tập.
Mùa thứ hai của bộ phim được công bố vào tập cuối của mùa thứ nhất, được phát sóng từ ngày 14 tháng 10 năm 2017 vẫn với 22 tập. Bài hát mở đầu phim là "Raise The Flag" do Yuki thể hiện, và bài hát kết thúc là "Kafune" do Brian the Sun thể hiện.

### Phim chuyển thể
Hai phần phim live action chuyển thể cùng tên đạo diễn bởi Ōtomo Keishi, với Kamiki Ryunosuke trong vai chính được phát hành trong năm 2017, với phim đầu tiên ra rạp ngày 18 tháng 3 và phim thứ hai vào ngày 22 tháng 4.

## Đánh giá
Vào năm 2009, bộ truyện đã được đề cử ở giải thưởng thường niên Manga Taishō, và đã thắng giải này năm 2011. Cũng vào năm 2011 bộ truyện đã chiến thắng tại Giải Manga Kodansha ở hạng mục truyện tranh dành cho mọi lứa tuổi (chia sẻ giải thưởng với bộ truyện Space Brothers của Koyama Chuya). Vào năm 2014, nó đã thắng Giải đặc biệt tại Giải thưởng Văn hóa Tezuka Osamu.